# リース・カレ
リース・カレ（Rhys Carre、1998年2月8日 - ）は、プレミアシップサラセンズに所属するラグビーユニオン選手。

## プロフィール
- ウェールズ・カーディフ出身。
- ポジションはプロップ(PR)。
- 身長 191cm、体重 132kg
- U20ウェールズ代表に選ばれたことがある[1]。
- ウェールズ代表キャップは20（2024年9月現在）でラグビーワールドカップ2019のウェールズ代表に選ばれた。

## 略歴
カーディフ・ブルーズを経て、2019年、サラセンズに加入。 
2020年、カーディフ・ブルーズ(現:カーディフ・ラグビー)に復帰。
2024年、サラセンズに復帰。 